# Stereophile
Stereophile  (ISSN 0585-2544) est un magazine mensuel en anglais spécialisé dans le matériel high end audio, tel que les Haut-parleurs et Amplificateurs, et les actualités de l'audio, comme le streaming audio en ligne. Il a été fondé en 1962 par J. Gordon Holt.
En 2005, son rédacteur en chef est John Atkinson et le magazine est publié à New York par Primedia Magazines, Inc., éditeur de nombreux magazines spécialisés dans la chasse, la pêche, les bateaux, les sports et les véhicules tout-terrain.

## Source
- (en) Cet article est partiellement ou en totalité issu de l’article de Wikipédia en anglais intitulé « Stereophile » (voir la liste des auteurs).